# César a Rosalie
César a Rosalie (francouzsky César et Rosalie) je francouzské filmové drama s prvky komedie z roku 1972 režírované Claudem Sautetem. Snímek vznikl na základě scénáře napsaného Sautetem, Jeanem-Loupem Dabadiem a Claudem Néronem.
Hlavní postavy milostného trojúhelníku ztvárnili Yves Montand jako výbušný podnikatel César, Sami Frey jako kreslíř David a jejich objekt touhy Rosalie, jíž hrála Romy Schneiderová.
Drama získalo cenu Grand prix du cinéma français pro nejlepší francouzský film roku 1972. Yves Montand obdržel spolu s britským hercem Laurencem Olivierem (Slídil) italskou filmovou cenu Davida di Donatella 1973 za nejlepší mužský herecký výkon.

## Děj
Kreslíř David (Sami Frey) se po pěti letech života v New Yorku vrací do Francie. Jeho bývalá láska Rosalie (Romy Schneider) se mezitím stihla vdát za Antoina (Umberto Orsini), porodit mu dceru a rozvést se s ním. Nyní žije s bohatým podnikatelem obchodujícím se železnými produkty Césarem (Yves Montand), který vlastní s bratry firmu. Na svatbě své matky Rosalie potkává Davida. Když navštíví jeho ateliér, začíná César žárlit a snaží se umělce izolovat z jejich života.
Poté, co podnikatel Davidovi zalže, že je přítelkyně těhotná a budou se brát, Rosalie jej opouští a s Davidem zamíří na západní pobřeží Francie. César je však objevuje a vmísí se opět dvojici do života. Umělec jednoho dne bez rozloučení odjíždí zpět do Paříže a podnikatel kupuje své lásce dům na ostrůvku Noirmoutier, v němž strávila dětství.
David nereaguje na dopisy od Rosalie, které dostává do ateliéru a přeje si zapomenout. Za čas k němu do kanceláře vtrhne César a naléhá, aby se vrátil žít na ostrov, protože je jeho milá jako vosková figurína bez života. Přes prvotní odmítnutí nakonec souhlasí a začíná nová etapa vztahu nerozhodnuté ženy a dvou mužů, kteří tvoří pospolitost s dalšími členy přímořského obydlí. Rosalie, která trpí formou bovarysmu, se rozhoduje patovou situaci vyřešit radikální cestou a zmizí beze stopy. Zaměstnání nalézá ve švýcarském Grenoblu, v němž se s dcerou zabydluje.
Osamocení David a César k sobě nalézají bližší cestu. Umělec opět odjíždí na delší dobu do Ameriky a po návratu jejich přátelské pouto vyústí ve společné obývání vily na pařížském předměstí. Po letech zastavuje před plotem jejich domu taxi, z něhož vystupuje Rosalie. Oba muži snídají u otevřeného okna a plánují výletní plavbu do Skotska. Pohledy všech tří se střetnou.

## Obsazení
| Yves Montand          | César     |
| Romy Schneider        | Rosalie   |
| Sami Frey             | David     |
| Umberto Orsini        | Antoine   |
| Eva Maria Meineckeová | Lucie     |
| Bernard Le Coq        | Michel    |
| Gisela Hahnová        | Carla     |
| Isabelle Huppertová   | Marité    |
| Henri-Jacques Huet    | Marcel    |
| Pippo Merisi          | Albert    |
| Carlo Nell            | Jérôme    |
| Hervé Sand            | Georges   |
| Betty Beckersová      | Madeleine |
| Jacques Dhery         | Henri     |
| Carole Lixon          | Louise    |
| Dimitri Petricenko    | Simon     |
| Céline Gallandová     | Catherine |
| Marcel Gassouk        | Emile     |
| Martin Lartigue       | Lorca     |
| Muriel Deloumeauxová  | Coline    |